# Otto Ehrlichmann
Otto Ehrlichmann (* 7. Juni 1897 in Danzig; † im 20. Jahrhundert) war ein deutscher Politiker (NSDAP).
Ehrlichmann war der Sohn des Drehers Otto Ehrlichmann. Er besuchte die Volksschule und war von November 1916 bis Januar 1919 Soldat im Ersten Weltkrieg. Danach arbeitete er bei verschiedenen Firmen in Danzig als Glasergeselle. Zum 19. Oktober 1925 trat er der NSDAP bei (Mitgliedsnummer 20.903). Bei der Volkstagswahl in Danzig 1930 wurde er in den Volkstag gewählt. Auch bei der Volkstagswahl in Danzig 1933 erhielt er ein Mandat.
Er wurde zum 9. Dezember 1941 aus der Partei ausgeschlossen.